# قطعنامه ۵۰۵ شورای امنیت
قطعنامه ۵۰۵ شورای امنیت سازمان ملل متحد که در تاریخ ۲۶ مه ۱۹۸۲ تصویب شد، سندی بین‌المللی دربارهٔ جزایر فالکلند (مالویناس) است. این قطعنامه طی نشست ۲۳۶۸ام با ۱۵ موافق، ۰ مخالف و ۰ ممتنع تصویب شد.